# BSFZ-Arena
Le BSFZ-Arena (ou Bundesstadion Südstadt) est un stade de football situé à Maria Enzersdorf en Autriche dont le club résident est l'Admira Wacker. Le stade dispose d'une capacité de 12 000 places.

## Histoire
Le 1er match joué par l'Admira Vienne dans le nouveau stade a lieu contre le Wacker Innsbruck, le 4 mars 1967 (victoire 3-1 de l'Admira). 

## Utilisations du stade

### Équipe d'Autriche espoirs
L'équipe d'Autriche espoirs de football dispute une rencontre au Bundesstadion Südstadt. Les Autrichiens rencontrent le 5 septembre 2009, l'Écosse lors d'un match des éliminatoires de l'Euro espoirs devant 1 500 spectateurs. La rencontre se termine sur le score de 1-0 en faveur des Autrichiens.

### Événements sportifs
Le stade est l'hôte de trois finales de Coupe d'Autriche en 1970, 1979 et 1989. 

## Événements
- Finale de la Coupe d'Autriche en 1970, 1979 et 1989